# Văn phòng Đối ngoại và Thịnh vượng chung
Bộ Ngoại giao, Thịnh vượng chung và Phát triển Anh (Foreign, Commonwealth and Development Office), thường được gọi là Bộ Ngoại giao Anh, là cơ quan phụ trách đối ngoại của Chính phủ Vương quốc Liên hiệp Anh và Bắc Ireland, có nhiệm vụ bảo vệ, xúc tiến quyền lợi của Vương quốc Liên hiệp Anh và Bắc Ireland. Bộ Ngoại giao được thành lập vào năm 1968 trên cơ sở sáp nhập Văn phòng Đối ngoại và Văn phòng Thịnh vượng chung.
Bộ trưởng Bộ Ngoại giao là người đứng đầu Bộ Ngoại giao, được gọi tắt là Ngoại trưởng Anh, một trong bố vị trí uy tín nhất trong Nội các Anh.

## Lịch sử

### Văn phòng Đối ngoại
Thế kỉ 18

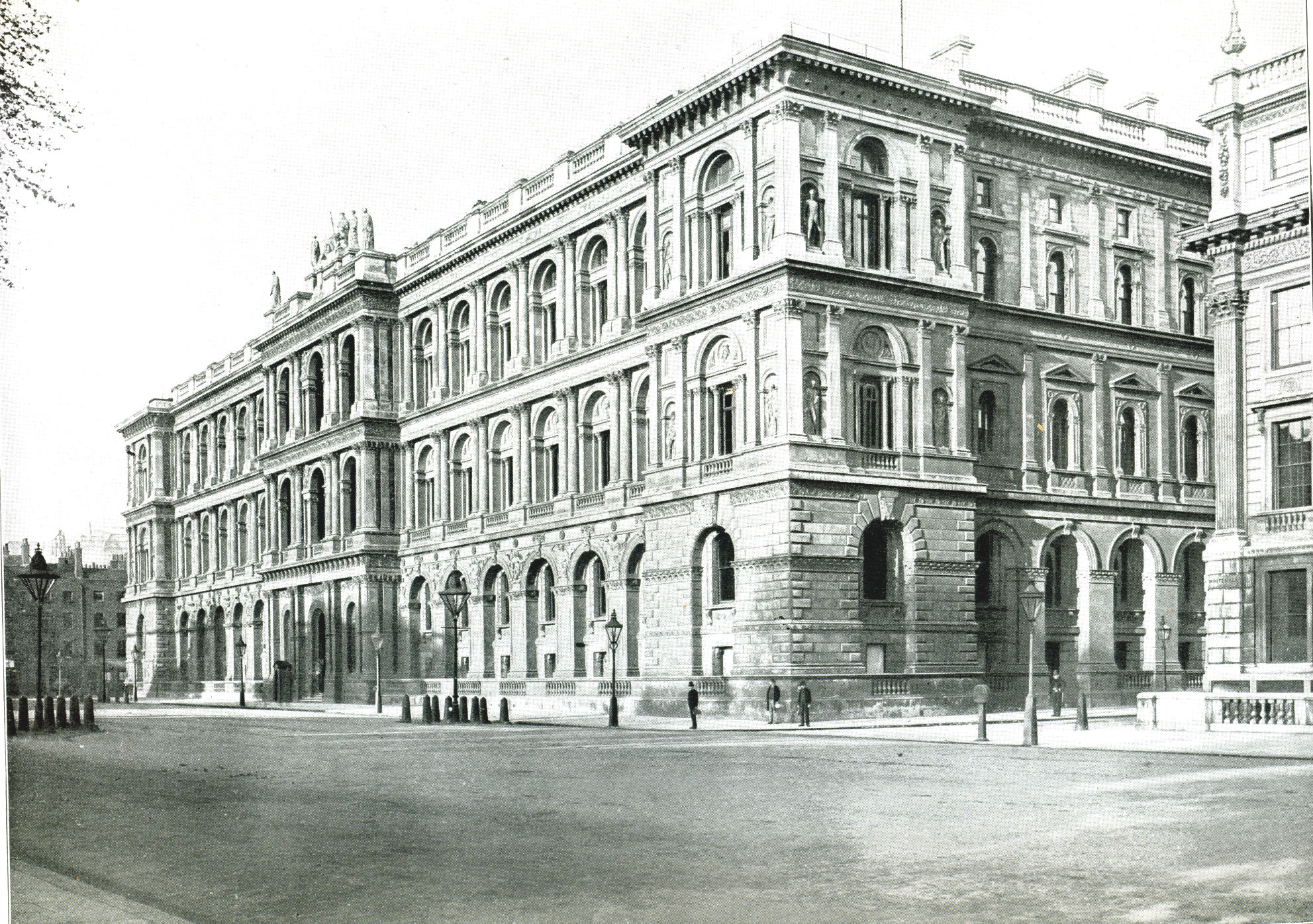
Tòa nhà Văn phòng Đối ngoại trong tấm ảnh được chụp vào giữa thập niên 1880.

Văn phòng Đối ngoại được thành lập tháng 3 năm 1782 trên cơ sở kết hợp các ban Nam Bộ và ban Bắc Bộ của Quốc vụ khanh; trước đó mỗi ban quản lý cả nội vụ và ngoại vụ ở mỗi vùng địa lý thuộc vương quốc. Các bộ phận phụ trách đối ngoại của hai ban này hợp thành Văn phòng Đối ngoại, trong khi các bộ phận phụ trách đối nội của hai ban này thì hợp thành Văn phòng Nội địa. Về mặt kĩ thuật, Văn phòng Nội địa có cấp bậc cao hơn.
Thế kỉ 19
Trong thế kỉ 19, Văn phòng Đối ngoại cũng thường đến báo The Times và yêu cầu được cung cấp thông tin tình báo xuyên lục địa; cần biết là nguồn tin của báo này thường vượt trội so với nguồn tin chính thống.
Thế kỉ 20
Trong Chiến tranh thế giới thứ nhất, Vụ Ả Rập được thành lập trong cơ cấu Văn phòng Đối ngoại. Vụ này là một bộ phận của Ban Tình báo Cairo (Cairo Intelligence Department).

### Văn phòng Đối ngoại và Thịnh vượng chung
Văn phòng Đối ngoại và Thịnh vượng chung (FCO) được thành lập vào năm 1968 trên cơ sở sáp nhập Văn phòng Thịnh vượng chung (Commonwealth Office) yểu mệnh với Văn phòng Đối ngoại. Văn phòng Thịnh vượng chung mới chỉ thành lập vào năm 1966 trên cơ sở sáp nhập Văn phòng Quan hệ Thịnh vượng chung (Commonwealth Relations Office) và Văn phòng Thuộc địa (Colonial Office), còn trước đó Văn phòng Quan hệ Thịnh vượng chung được lập ra do sáp nhập Văn phòng Thuộc địa Anh (Dominions Office) và Văn phòng Ấn Độ (India Office) vào năm 1947. Ghi chú rằng Văn phòng Thuộc địa Anh là cơ quan bị tách ra từ Văn phòng Thuộc địa vào năm 1925.
FCO từng có trách nhiệm phát triển quốc tế trong giai đoạn 1970-1974 và 1979-1997. Kể từ 1997, trách nhiệm này thuộc về Bộ Phát triển quốc tế.
Trên website Văn khố Quốc gia Anh (The National Archives) có một bảng niên biểu liệt kê các bộ của Anh giữ trách nhiệm ngoại giao kể từ năm 1945.